# (6294) Czerny
(6294) Czerny es un asteroide perteneciente al cinturón de asteroides, región del sistema solar que se encuentra entre las órbitas de Marte y Júpiter, descubierto el 11 de febrero de 1988 por Eric Walter Elst desde el Observatorio de La Silla, Chile.

## Designación y nombre
Designado provisionalmente como 1988 CX1. Fue nombrado Czerny en homenaje a compositor alemán, Karl Czerny, que también fue profesor de piano. Sus primeras lecciones de piano las recibió de su padre, después tuvo a Clementi, Hummel, Salieri y Beethoven como profesores. Se convirtió en profesor de piano a los 14 años, pasando a ser en breve espacio de tiempo famoso a nivel mundial, tuvo como alumnos a Franz Liszt, Theodor Leschetizki, Anton Door y Theodor Kullak. Mientras de día se ganaba la vida dando clases de piano, las noches las dedicaba a copmponer. Entre su enorme número de composiciones, sobresalen los 848 estudios.

## Características orbitales
Czerny está situado a una distancia media del Sol de 2,281 ua, pudiendo alejarse hasta 2,520 ua y acercarse hasta 2,041 ua. Su excentricidad es 0,105 y la inclinación orbital 2,576 grados. Emplea 1258,44 días en completar una órbita alrededor del Sol.

## Características físicas
La magnitud absoluta de Czerny es 14. Tiene 4,065 km de diámetro y su albedo se estima en 0,354. 